# Hyalinacris merembergensis
Hyalinacris merembergensis är en insektsart som beskrevs av Varón 2001. Hyalinacris merembergensis ingår i släktet Hyalinacris och familjen gräshoppor. Inga underarter finns listade i Catalogue of Life.